# Пек (Мичиген)
Пек (енгл. Peck) град је у америчкој савезној држави Мичиген.

## Демографија
По попису из 2010. године број становника је 632, што је 33 (5,5%) становника више него 2000. године.
| Група             | 2000.       | 2010.       |
| Белци             | 573 (95,7%) | 580 (91,8%) |
| Афроамериканци    | 0 (0,0%)    | 4 (0,6%)    |
| Азијати           | 2 (0,3%)    | 1 (0,2%)    |
| Хиспаноамериканци | 7 (1,2%)    | 31 (4,9%)   |
| Укупно            | 599         | 632         |